# 広東神社

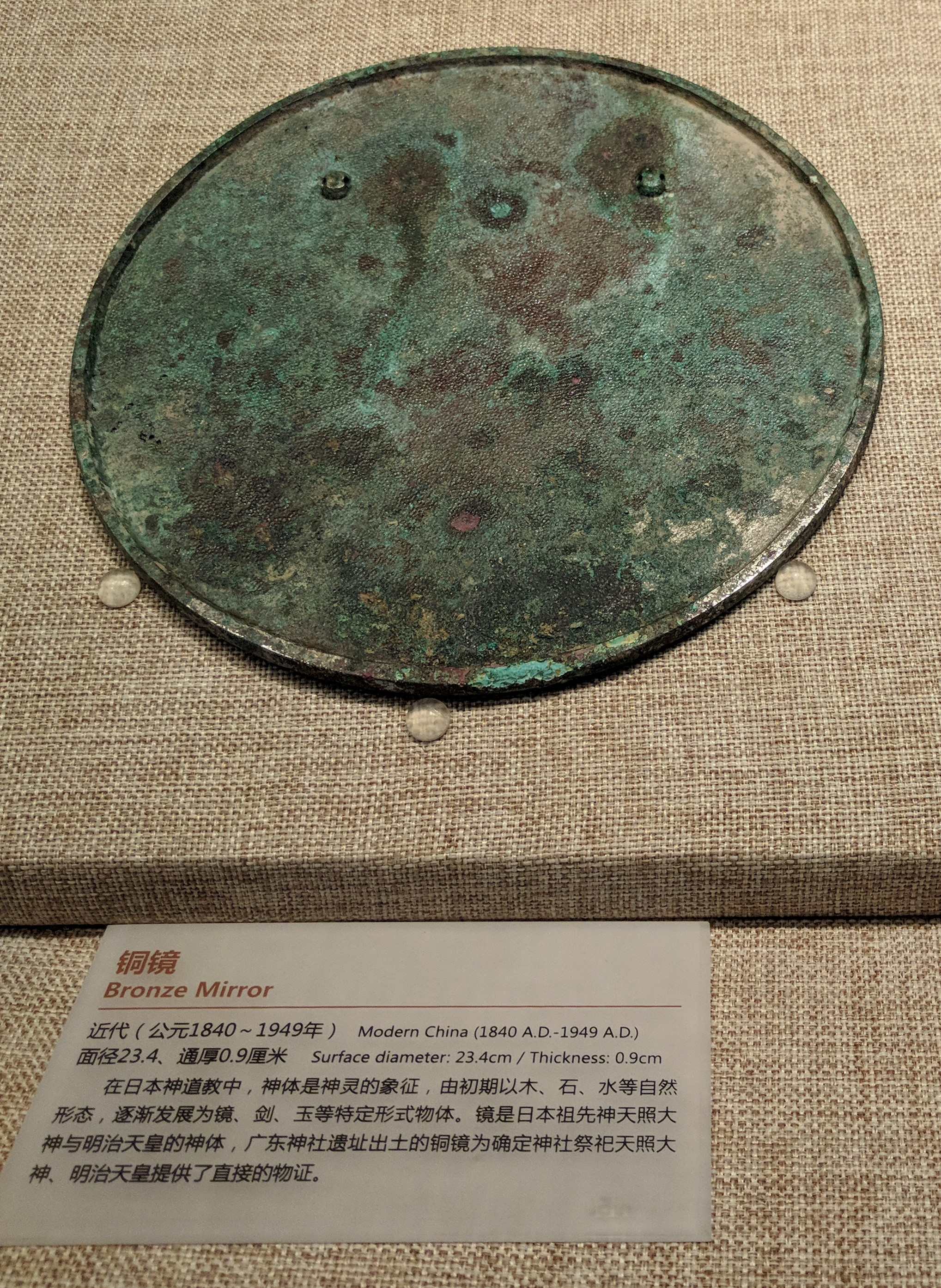
遺構の発掘調査で発見した銅鏡

広東神社（カントンじんじゃ）はかつて中国の広州市に存在した神社で、鳥居と軍神屋から構成されていた。祭神は天照大神、明治天皇と靖国神社の分霊だった。

## 歴史

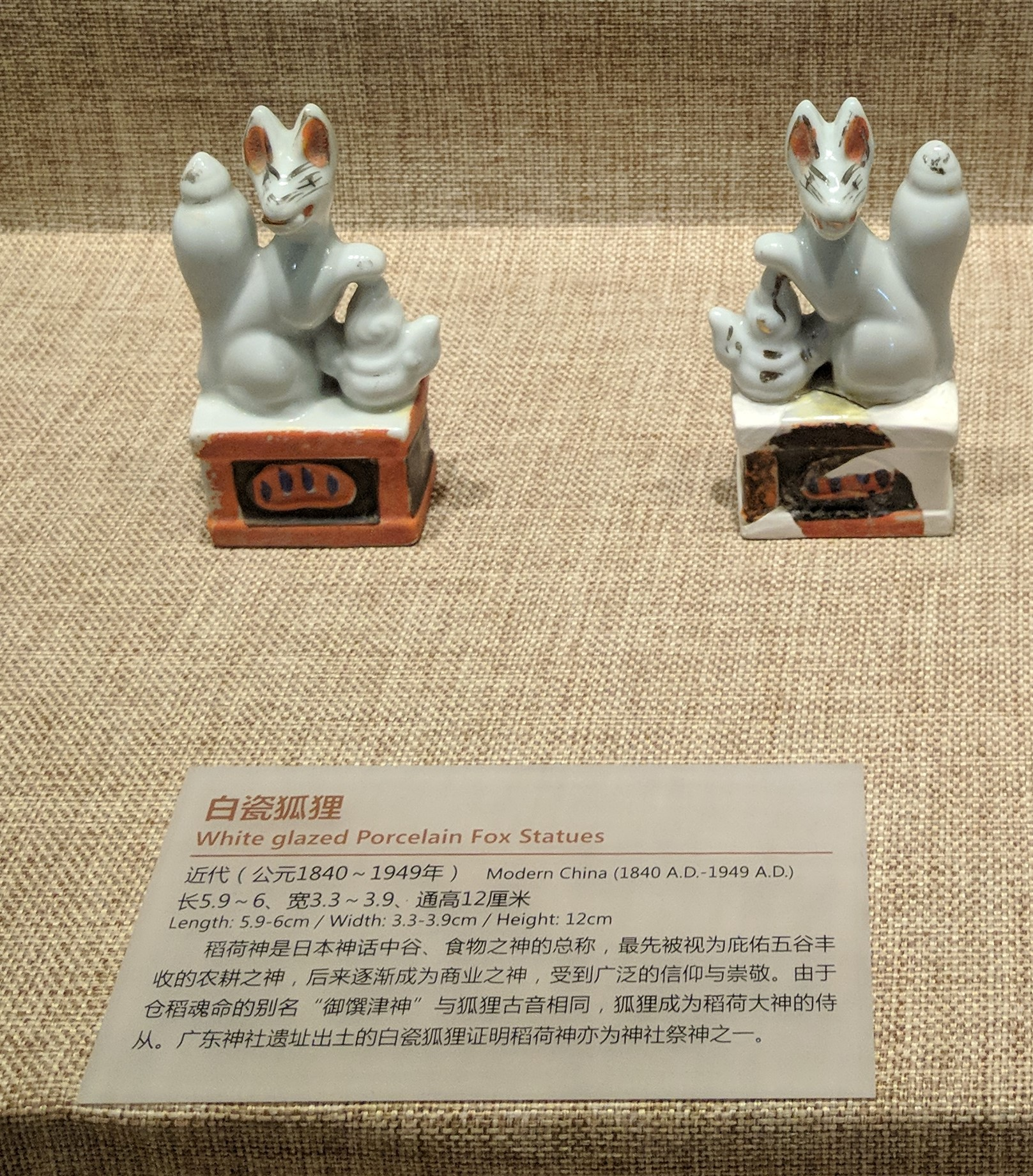
遺構の発掘調査で発見した稲荷神

創設時期は諸説あるが、1942年に刊行された日本人の著書の記述では1934年11月とある（祭日を11月3日としていた）。一方、外務省東亜局の年度執務報告は1934年9月と記載し、日中戦争後に創設した証言もある。神社の場所は最初に沙面島英国租界の日本人学校校庭に位置したが、1939年10月に永漢公園に移転した。
太平洋戦争後、広東神社は解体された。2003年6月、広州市南越王宮署遺跡発掘調査の際に、広東神社の遺構が発見され、現在は南越王宮博物館に保存されている。